# 구카쇼정
구카쇼정(일본어: 九個荘町)은 일본 오사카부 기타카와치군에 있던 정이다. 현재 네야가와시 서쪽, 요도가와강 좌안, 네야가와강 우안에 해당한다.

## 역사
- 1889년 4월 1일 - 정촌제 시행에 의해 맛타군 구카쇼촌이 성립하였다.
- 1896년 4월 1일 - 군 통합에 의해 기타카와치군이 성립하였다.
- 1943년 2월 1일 - 정으로 승격해 구카쇼정이 되었다.
- 1943년 4월 1일 - 도모로기촌, 도요노촌, 네갸가와촌과 합병해 네야가와정이 성립하여, 동일 구카쇼정은 폐지되었다.

## 교통

### 도로
- 교 가도

## 참고문헌
- 가도카와 일본 지명 대사전 27 大阪府